# Непокорная (телесериал)
«Непокорная» (англ. Mortified; в России известен под названием «Весёленькие дни») — австралийский подростковый телесериал, созданный в содружестве с Australian Children’s Television Foundation и Enjoy Entertainment для Nine Network Australia, Disney Australia и BBC. Появился на экранах в 2006 году. Это комедия-драма, характеризующаяся живостью действия, которая включает в себя сюрреализм и фантастические элементы. Основное действие происходит вокруг Тейлор Фрай — одарённой воображением одиннадцатилетней девочки.

## Производство
«Непокорная» был придуман сценаристом и автором Анжелой Веббер, режиссёр — Пино Амента. Сериал включает в себя 26 эпизодов по 24 минуты. История повествует о «чёрной овечке»  Тэйлор Фрай — одиннадцатилетней девочке, живущей в прибрежном городе в Квинсленде(«Пляж палящего солнца»). Она стесняется своих родителей; ревнует соседку Британи; её лучший друг Гектор влюблен в неё; а она влюблена в популярного Леона. Тейлор часто «ломает четвёртую стену» и обращается напрямую к аудитории. Её воображение зачастую приводит к жизни неодушевленные предметы, либо загадочные явления.
Бюджет первого сезон «Непокорной» составлял 9,3 миллиона австралийских долларов. Съёмки состоялись в Кулангатте в Голд-Косте, в то время как все школьные сцены были сняты в старшей школе Currumbin  (англ.); начало съёмок — 8 июня 2005 года. Непокорная была показана в Каннах на MIPTV  (англ.) в апреле 2006 года. Сериал был показан на Channel Nine в Австралии; первый выход на экраны состоялся 30 июня 2006 года. В Великобритании сериал был показан на CBBC  (англ.), а в Японии на NHK  (англ.); здесь первые серии вышли в свет 19 февраля 2007 года. В США и Канаде сериал показывали лишь на локольных телестанциях. Права на «Непокорную»' были проданы Disney Channel Australia, Disney France, Disney Italy, Disney Channel Latin America, Disney Brazil, Disney India, BBC Kids Canada, RTÉ Ireland для дополнительного показа в Голландии, Швеции, Норвегии, Малайзии, Индонезии, Шри-Ланке, Вьетнаме, Бангладеш, Аргентине, Бразилии, Чили, Испании и Средней Азии и странах СНГ. В Германии сериал был показан телеканалом KiKA, первый эпизод на котором, был показан 12 марта 2008 года.

## Персонажи
- Тейлор Фрай (Марни Кеннеди) — главная героиня. Она стеснена своими родителями Доном и Глендой, устала от своей сестры Лэйлы, влюблена в своего одноклассника Леона, в то время как её лучший друг Гектор влюблён в неё (но она об этом не знает). Tейлор постоянно «ломает четвёртую стену» и обращается напрямую к аудитории. Мэрни Кеннеди была номинирована за роль Тейлор в «Непокорной».
- Гектор Гарсия (Николас Данн) — лучший друг Тейлор. Они очень хорошие друзья и часто ходят куда-либо вместе. Однако, несмотря на это, они довольно часто ссорятся, но довольно быстро снова находят общий язык. Гектор тайно влюблен в Тейлор и, однажды, зашел так далеко, что подарил ей валентинку на День Святого Валентина. Также стоит сказать, что у него аллергия на кошек.
- Британи Флюн (Майя Митчелл) — соседка Тейлор, которая иногда становится (не)другом Тейлор. Она красива и лучше всех знает, как такой быть. Её речь богата метафорами и она часто чувствует себя лидером (или хочет казаться им).
- Леон Липовски (Люк Эрсег) — главный сердцеед в классе. Тейлор и Британи обе влюблены в него, хотя очевидно, что он предпочитает Британи. Гектор относится к нему с неприязнью с тех пор, как Тейлор влюбилась в Леона (а Гектор — в Тейлор), а Леон постоянно бросал в него «ракеты» на уроках. Его отец, Гэри, по прозвищу «Пальцы» и сам Леон любят кататься на сёрфинге и вообще заниматься спортом.
- Лэйла Фрай (Даяна Кейхилл) — старшая сестра Тейлор. Она отвратительна Тейлор, постоянно надоедает ей и просто сводит с ума. Одержима модой и постоянно меняет «друзей».
- Дон Фрай (Эндрю Блекмен) — отец Тейлор и Лэйлы. Он именует себя «Королём трусов» и даже открыл магазин, в котором продаются трусы. Они них он знает всё.
- Гленда Фрай (Рейчел Блекли) — мать Тейлор и Лэйлы и жена Дона. Она легкомысленна и немного странная, как и Дон, создает впечатление, что сейчас все ещё 60-е. Она часто помогает Дону в его магазине «Король трусов». Одержима такими вещами, как чакры, разум, тело, дух и часто медитирует.

## Съёмочная команда
- Автор: Анжела Веббер
- Исполнительные продюсеры: Филипп Боумен, Дженни Бакленд, Бернадетт О’Махони, Джо Хорсбург
- Продюсеры: Филипп Боумен, Бернадетт О’Махони.
- Сценаристы: Анжела Веббер, Сэм Кэрролл, Тим Гудинг, Джоанна Пижотт, Стив Райт, Макс Дэнн, Крис Анастасийдес, Ширли Пирс, Адам Боуэн, Хелена Маквиртер.
- Режиссёры: Пино Амента, Пол Молони, Иан Гилмор, Майкл Паттитсон, Эван Клэрри

## Награды
«Непокорная» получила несколько наград, включая:
2007 New York Festivals Television Programming and Promotion Awards:
- Grand Award for Best Youth Program
- Gold World Medal for youth programs ages 7 to 12 [7]

2006 Australian Film Institute Awards: 
- Победитель: Best Children’s Television Drama
- Победитель: Young Actor Award (Мэрни Кеннеди)
- Номинация: Best Direction In Television (Пино Амента)
- Номинация: Best Screenplay In Television (Анжела Веббер)

2006 Chicago International Children’s Festival:
- First prize in the live action television category

54th Columbus International Film and Video Festival:
- Bronze Plaque for Children and Youth Programs

Australian Teachers of Media Awards:
- Best Children’s Television Series

## DVD
DVD был выпущен 4 апреля 2007 года в формате PAL. Первый сезон, «Mortified: Volume 1» — 2 диска, включающие в себя первые 13 эпизодов (в общей сложности 299 минут). Второй сезон «Mortified: Volume 2» — 2 диска, включающие в себя эпизоды с 14 по 26 (в общей сложности 312 минут), был выпущен 18 июля 2007 года.